# Stazione di Arquà
La stazione di Arquà è una fermata ferroviaria posta sulla linea Padova–Bologna, situata nel comune di Arquà Polesine. Si trova a circa un chilometro dal centro del paese.

## Storia
Originariamente stazione, venne declassata a fermata il 24 giugno 2004.

## Strutture e impianti
Il piazzale è dotato dei due binari di corsa, i quali sono serviti da banchine collegate tra loro da un sottopassaggio.
La sala d'aspetto risulta murata da alcuni anni, l'esterno della stazione in una condizione di degrado, privo di obliteratrice biglietti e orologio.
All'esterno si può trovare un modesto parcheggio, peraltro sufficiente per ospitare i mezzi di trasporto dei pochi utenti della stazione.

## Movimento
L'impianto è servito da treni regionali limitati alle direttrici Rovigo-Ferrara e Padova-Ferrara.